# Diodato Borrelli
Diodato Borrelli (Santa Severina, 23 giugno 1837 – Carlopoli, 9 ottobre 1881) è stato un medico e patriota italiano dell'esercito garibaldino. In suo onore è stato anche dato il nome all'omonimo liceo classico situato a Santa Severina (KR).

## Biografia
Intraprese gli studi inferiori a Cutro, poi si trasferì a Catanzaro nel 1852 per iniziare gli studi liceali.
Sì trasferì in seguito a Napoli per intraprendere gli studi universitari, ma volle temporaneamente interromperli per tornare in Calabria, a Soveria Mannelli, per unirsi all'esercito garibaldino e partecipare all'unificazione italiana. Li riprenderà poi nel 1862, un anno dopo la proclamazione del Regno d'Italia, conseguendo così la laurea in Medicina.
Appena laureatosi, Diodato Borrelli dimostrò subito la sua intelligenza in materia, nonché il suo crescente interesse nel voler sempre rimanere aggiornato sui vari avvenimenti scientifici di quell'epoca.
Diventò assistente, e in seguito coadiutore, presso l'ospedale Gesù e Maria di Napoli; qualche anno dopo, nel 1886, ottenne la libera docenza in patologia speciale e clinica medica per poter così iniziare l'attività di insegnamento.
Nel 1874, vincendo ex aequo con Augusto Murri, divenne docente universitario di Clinica e Patologia medica all'Università di Torino.
Nel 1879 scrisse Vita e natura: studii sui temi più importanti del moderno naturalismo, all'epoca criticato da La Civiltà Cattolica con un dialogo tra la scienza e il dott. Borrelli. Quest'opera ebbe eco anche all'estero e fu inserita nel catalogo della libreria di Charles Darwin dell'Università di Cambridge compilato nel 1909 da H. W. Rutherford.
Curò la traduzione italiana del Trattato delle malattie del sistema nervoso di William A. Hammond e nel 1869 la prima versione italiana delle Lezioni cliniche sulla paraplegie ed emiplegia spinale di Charles Brown-Sequard con l'aggiunta di un suo saggio sullo stato dei lavori più recenti.
Nel 1880, a parità di punteggio con Antonio Cardarelli, vinse una cattedra di clinica medica a Napoli.
Ammalatosi di febbre malarica durante una spedizione nelle paludi pontine per approfondire gli studi sulla malaria, decise di far ritorno a Napoli, e in seguito si recò in Carlopoli dove morì il 9 ottobre 1881.
In sua memoria il 9 novembre 1909 fu inaugurato a Catanzaro il busto in marmo di Borrelli realizzato dallo scultore Luigi De Luca su incarico dello stesso comune.
Gli furono inoltre intitolati una via a Scandale, un liceo e un largo a Santa Severina e una borsa di studio per orfani dei medici della provincia di Catanzaro.

## Opere
- Sulla struttura dei tessuti semplici del corpo umano : con alcune osservazioni sul loro sviluppo, accrescimento, nudrizione e decadenza, e sovra certi cangiamenti che succedono ne' morbi / per Lionello S. Beale ; prima versione italiana arricchita dall'autore, con appendice e note per Diodato Borrelli, Napoli, G. Marghieri, 1865.
- Passato e presente della medicina: prelezione al corso privato di patologia medica e semiotica, Napoli, stab. tipografico diretto da P. Androsio, 1870.
- Delle febbri a tipo intermittente, Bologna, Fava e Garagnani, 1872.
- La febbre: dottrina, nosografia, terapia, Napoli, Giuseppe Marghieri, 1873.
- I Nervi e la vita. Prolusione al corso di patologia interna letta nella Reale Università di Napoli il di 29 gennaio 1873, Napoli, Stamperia della Reale Università, 1873.
- Il timpanismo, in la Rivista Clinica, Bologna, Tipi Fava e Garagnani, 1873.
- Corso di semeiotica fisica ad uso de' giovani e de' medici pratici, Napoli, Giuseppe Marghieri, 1876.
- (EN) Clinical study on Naples fever, in The Medical Times and Gazette, vol. 2, Londra, luglio 1876,  pp. 31-33.
- La pena di morte, Napoli, tip. dei Comuni, 1877.
- Vita e natura: studii sui temi più importanti del moderno naturalismo, Napoli, Detken, 1879.
- Suono e telefoni: conferenza data nel Circolo Filologico il di 11 maggio 1879, Napoli, presso Nicola Jovene, 1879.
- (DE) Ueber unvollkommene Entwicklung der Geschlechtsorgane, in Verhandlungen der physikalisch-medicinischen Gesellschaft zu Würzburg, XV, 1881,  p. 84.
- Sigismond Jaccoud, Trattato di patologia interna : appendice / per S. Jaccoud ; versione italiana con note originali di Diodato Borrelli, Milano, Leonardo Vallardi, 1882.